# АЕЦ Козлодуй - Нови мощности
„АЕЦ Козлодуй – Нови мощности“ ЕАД е дружество изцяло собственост на ядрената централа АЕЦ „Козлодуй“.
Съгласно решение на Министерския съвет от април 2012 г. отговаря за осъществяването на проект за изграждане на нови мощности на площадката в Козлодуй. Дружеството е самостоятелно юридическо лице със седалище и адрес на управление на територията на площадката на АЕЦ „Козлодуй“. Вписано е в Търговски регистър на 9 май 2012 г.

## История
Със свое решение от 11 април 2012 г. Министерският съвет дава принципно съгласие за изграждане на нова ядрена мощност в АЕЦ „Козлодуй“. Това решение на Министерския съвет е подкрепено с решение на Народното събрание от 29 март 2012 г. С Решението на Министерския съвет от 11 април 2012 г. е даден мандат на Министъра на енергетиката да внесе в Министерския съвет доклад по реда на специален закон ЗБИЯЕ за вземане на „решение по същество“ и доклад относно правно-организационната форма за осъществяване на проекта за изграждане на нов енергиен блок с реактор с вода под налягане от най-ново поколение 3 или 3+ с инсталирана електрическа мощност между 1000 и 1200MW.

## Дейност
Подготовката и внасянето на доклад по чл. 45 от Закон за безопасното използване на ядрената енергия (ЗБИЯЕ) са свързани с извършване на широкообхватни оценки в периода на предпроектното проучване, на които да се базира вземането на информирано решение за изграждане на нова ядрена мощност (НЯМ). Обхватът на предпроектните проучвания е фокусиран върху две основни алтернативи
1. изграждането на нова ядрена мощност с максимално използване на оборудването, поръчано за АЕЦ „Белене“
2. изграждането на изцяло нова технология ядрен енергиен реактор.

В тази връзка в периода 2012 – 2015 г. са възложени и извършени редица проучвания, анализи и оценки, базирани на гореописаните алтернативи:
- Изследване и определяне местоположението на предпочетената площадка за изграждане на нова ядрена мощност на площадката на „АЕЦ Козлодуй“ ЕАД и прилежащи територии относно възможността на площадката да приеме ново ядрено съоръжение;
- „Технико-икономически анализ“ за обосноваване изграждането на нова ядрена мощност на площадката на АЕЦ „Козлодуй“;
- Изготвяне на Задание за обхвата и съдържанието на Оценка на въздействието върху околната среда (ОВОС) и въз основа на него Доклад за оценка на въздействието върху околната среда (ДОВОС) за изграждане на нова ядрена мощност на площадката на АЕЦ „Козлодуй“;
- Извършване на „Независима верификация на резултатите и оценките, получени при изследване и определяне местоположението на нова ядрена мощност на площадката на АЕЦ „Козлодуй“. Верификацията е направена от Българска академия на науките.
- Изготвяне на задание за проектиране на ПУП-ПРЗ и опорен план по смисъла на чл.125 от Закона за устройство на територията за целите на проекта за изграждане на нова ядрена мощност на площадката на АЕЦ „Козлодуй“.

На 28 август 2013 г. Агенцията за ядрено регулиране издава „разрешение за определяне местоположението на ядрено съоръжение“ (избор на площадка) на „АЕЦ Козлодуй-Нови мощности“ ЕАД.
Съгласно изискванията на закона, през 2015 г. „Нови мощности“ представя в Агенция за ядрено регулиране пълен комплект документи за издаване на заповед за одобряване на местоположение на ядрено съоръжение – ядрена централа. През 2017 г. след окончателен преглед Агенцията установява, че представената документация отговаря на нормативната уредба, като експертизата показва, че няма „изключващи фактори“ за безопасна експлоатация и разполагане на нова ядрена мощност на площадката на АЕЦ „Козлодуй“.